# تجارة القماش

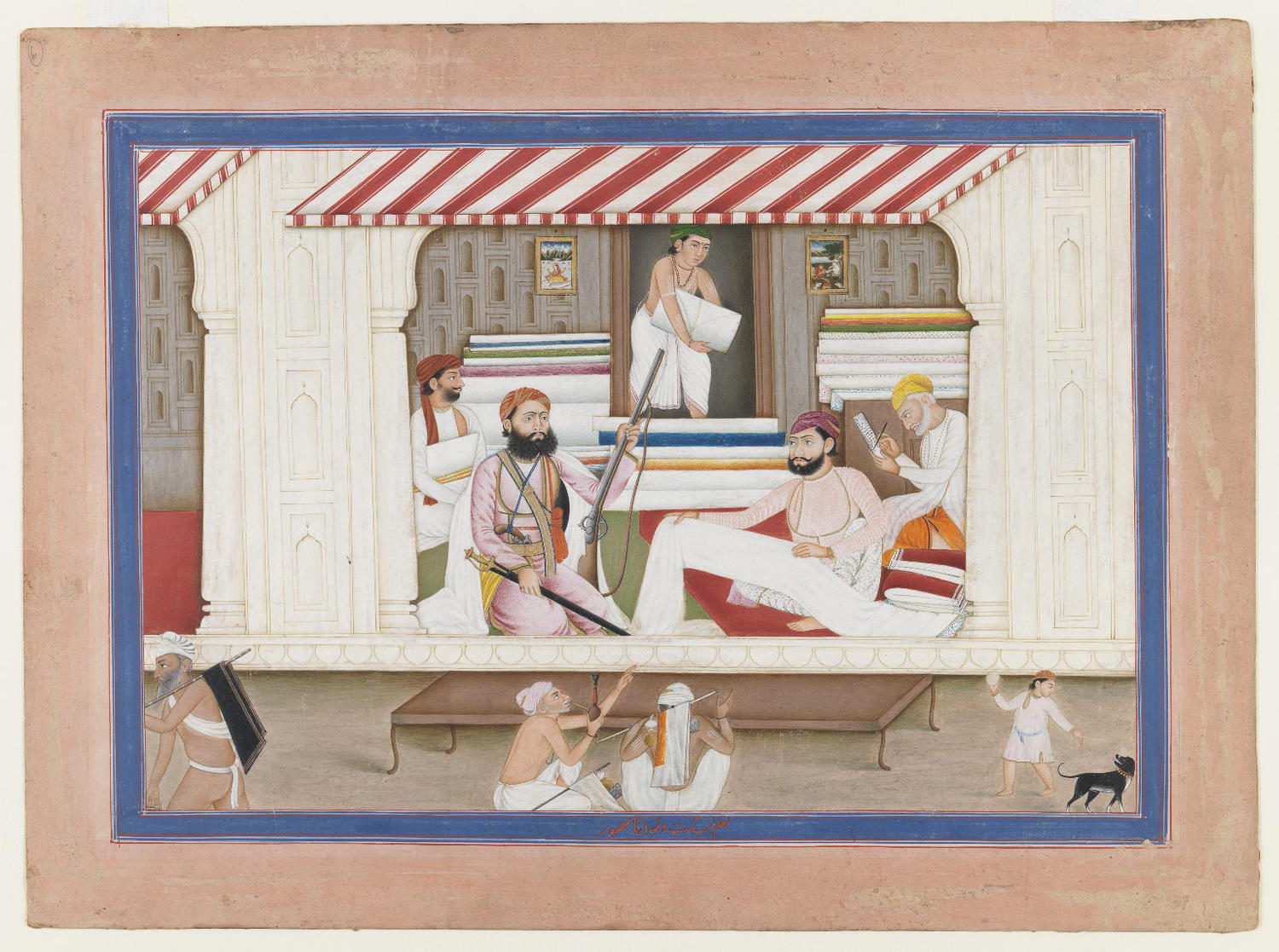

تجارة القماش في العصور الوسطى تحديدا في القرنين السادس والسابع عشر، يبيع ويتاجر بالأقمشة (غالباً الصوف) أو يقوم بالإستيراد والتصدير بالجملة. كان القماش باهظ الثمن وكان أغلب تجار القماش أغنياء جدا. بنى عدد من السلالات المصرفية الرائدة في أوروبا مثل مديتشي وبيرينبرغ ثرواتهم الأصلية كتجار للقماش. في إنجلترا، قد يكون تجار القماش أعضاءً في إحدى النقابات التجارية الهامة ، مثل شركة رابارز اوف درابرز.
تعتبر صناعة النسيج من أقدم الصناعات على مر تاريخ البشرية. وشهدت تطوراً كبيراً بمرور الزمن، ولعل من أبرزها تطورات الثورة الصناعية في أوروبا التي ضاعفت الإنتاج والثورة الرقمية وما مهدت إليه من تخفيض لتكاليف الإنتاج.